# Kroeung
Kroeung (in lingua khmer គ្រឿង, pronuncia: krɨəŋ) è un prodotto tradizionale della cucina cambogiana ottenuto tritando finemente gli ingredienti e macinandoli insieme in un mortaio. Ci sono molti ingredienti che possono essere utilizzati per ottenere questa pasta di erbe, ma i più comuni sono la citronella, la buccia e le foglie di lime kaffir, la galanga, la curcuma, l'aglio, lo scalogno, peperoncino e alcuni rizomi.